# یواس‌اس دراسیلا (اس‌پی-۳۷۲)
یواس‌اس دراسیلا (اس‌پی-۳۷۲) (به انگلیسی: USS Drusilla (SP-372)) یک کشتی بود که طول آن ۸۳ فوت ۹ اینچ (۲۵٫۵۳ متر) بود. این کشتی در سال ۱۹۱۴ ساخته شد.